# Erster Deutscher Herbstsalon

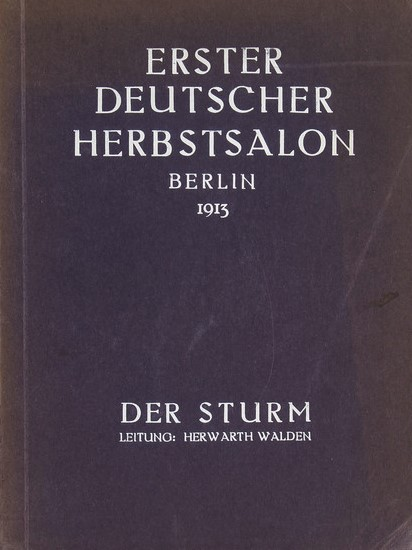
Ausstellungskatalog

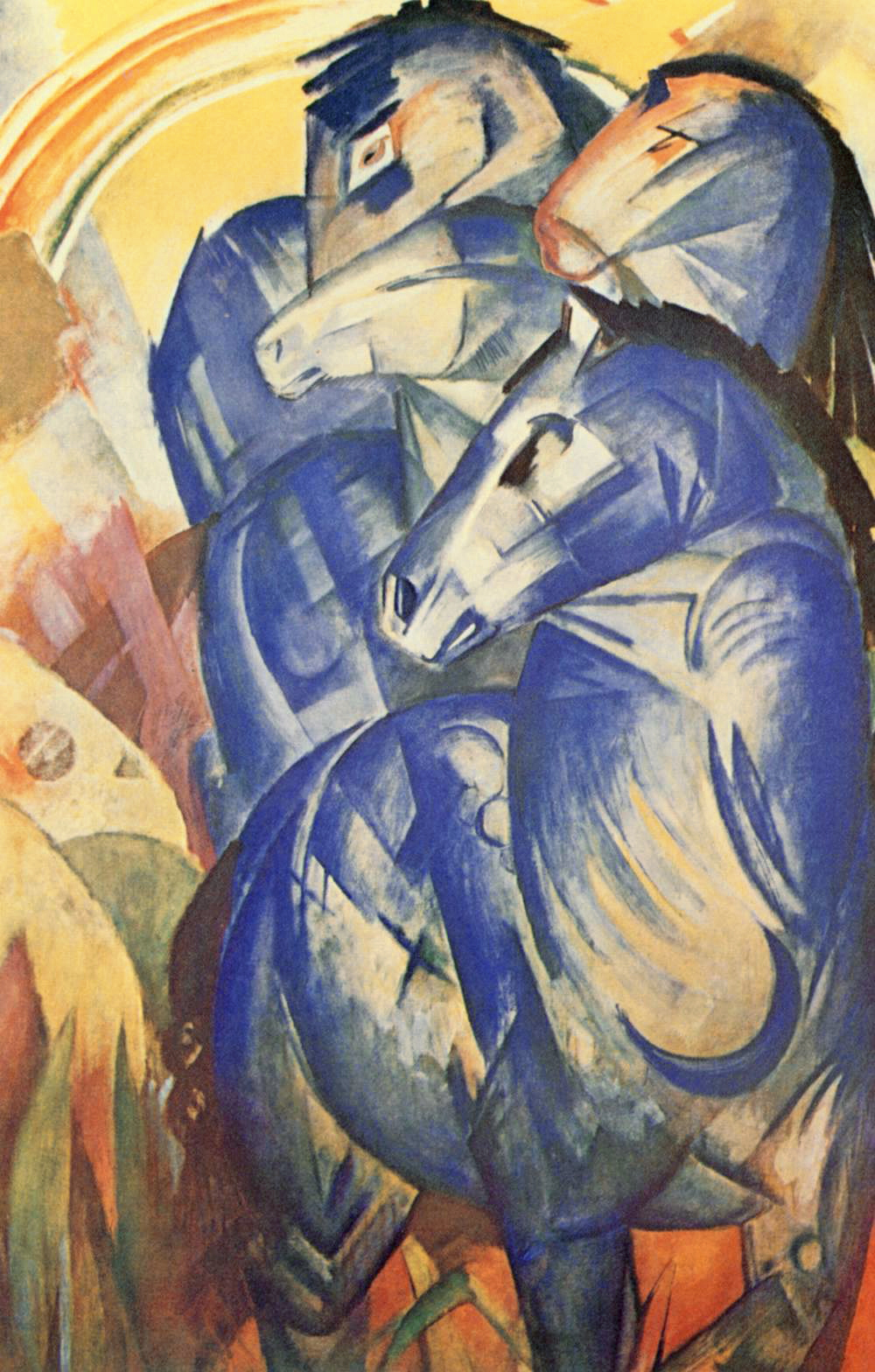
Franz Marc: Der Turm der blauen Pferde, 1913, Ausstellungskatalog Nr. 272

Erster Deutscher Herbstsalon war der Name einer Kunstausstellung, die 1913 von Herwarth Walden in Berlin durchgeführt wurde.

## Ausstellung
Die Ausstellung wurde am 20. September 1913 in angemieteten Ausstellungsräumen („Lepke-Räume“) in der Potsdamer Straße 75, Ecke Pallasstraße, Dritte Etage, auf 1200 m² eröffnet, unweit Waldens Galerie „Der Sturm“ in der Potsdamer Straße 134a, und schloss am 1. Dezember 1913. Der Name der Ausstellung orientierte sich an dem seit 1903 in Paris durchgeführten Salon d’Automne.
Die Ausstellung war eine Kontrastveranstaltung zur Sonderbundausstellung, die 1912 in Köln stattgefunden hatte und sich mehr der schon etablierten Moderne des Impressionismus gewidmet hatte. Im Herbstsalon gab es Künstler, die auch dort präsent gewesen waren, aber nicht zur Geltung gekommen waren, so Maler des Blauen Reiter, sowie Carlo Mense und Alexander Archipenko. Letzterer hatte auch schon im Herbstsalon in Paris ausgestellt. Der (ungenannte) Mäzen Bernhard Koehler sorgte mit 4000 Mark für die finanzielle Absicherung, ohne die die Ausstellung nicht zustande gekommen wäre. August Macke und Franz Marc nahmen die Hängung vor. Die Maler der Gruppe des Blauen Reiter bildeten den Hauptteil der Ausstellung. Marc selbst stellte auch sein programmatisches Bild Der Turm der blauen Pferde aus.
In Deutschland gab es Vorläufer in den Ausstellungen der Brücke ab 1906 in Dresden und in den zwei Ausstellungen des Blauen Reiter 1911 und 1912 in München, die danach in verschiedenen deutschen Städten gezeigt wurden. Walden übernahm die Künstler aus der Futurismus-Ausstellung, die er am 12. April 1912 in seiner Galerie „Der Sturm“ eröffnet hatte. In der Nachwirkung der Futuristen-Ausstellung und im Vorfeld des Herbstsalons hatte das Preußische Abgeordnetenhaus am 12. April 1913 über Kunst debattiert. Ein Abgeordneter urteilte: „denn, meine Herren, wir haben es hier mit einer Richtung zu tun, die eine Entartung bedeutet, Symptom einer kranken Zeit (lebhafter Beifall).“ Allerdings hatte auch die New York Times für die Armory Show, die im Frühjahr 1913 die Moderne Malerei nach New York brachte, bei der Alfred Stieglitz für 500 Dollar Kandinskys Improvisation Nr. 27 erworben hatte, den „Pathologieverdacht“ erhoben.
Durch den Ausbruch des Ersten Weltkriegs konnte der Herbstsalon in Berlin nicht fortgesetzt werden, sodass sich unter diesem Namen keine Ausstellungstradition bildete.

## Vorwort
Der Ausstellungskatalog hatte eine Vorrede des Galeristen Herwarth Walden und ein Vorwort der Aussteller, das aus der Feder von Franz Marc stammte.
Vorwort der Aussteller:
„Wir leben heute nicht in einer Zeit, in der die Kunst Helferin des Lebens ist. Was heute an echter Kunst entsteht, scheint eher der Niederschlag aller Kräfte zu sein, die das Leben nicht aufzubrauchen, aufzusaugen vermag; sie ist die Gleichung, die abstrakt gesinnte Geister aus dem Leben ziehen, wunschlos, zwecklos und ohne Hader.
In anderen Zeiten ist die Kunst die Hefe, die den Teig der Welt durchsäuert; solche Zeiten sind heute fern. Bis sie erfüllt sind, muß sich der Künstler in gleicher Ferne vom offiziellen Leben halten.
Das ist der Grund unserer selbstgewählten Abschließung gegen die Anträge, die die Welt uns macht; wir wollen uns nicht mit ihr vermischen. Unter dieser ‚Welt‘ rechnen wir auch die uns wesensfremden Künstler, mit denen gemeinsam zu arbeiten uns unmöglich scheint, nicht aus ‚kunstpolitischen‘ Gründen, von denen heute so viel geredet wird, sondern aus rein künstlerischen Gründen.“

## Eröffnung

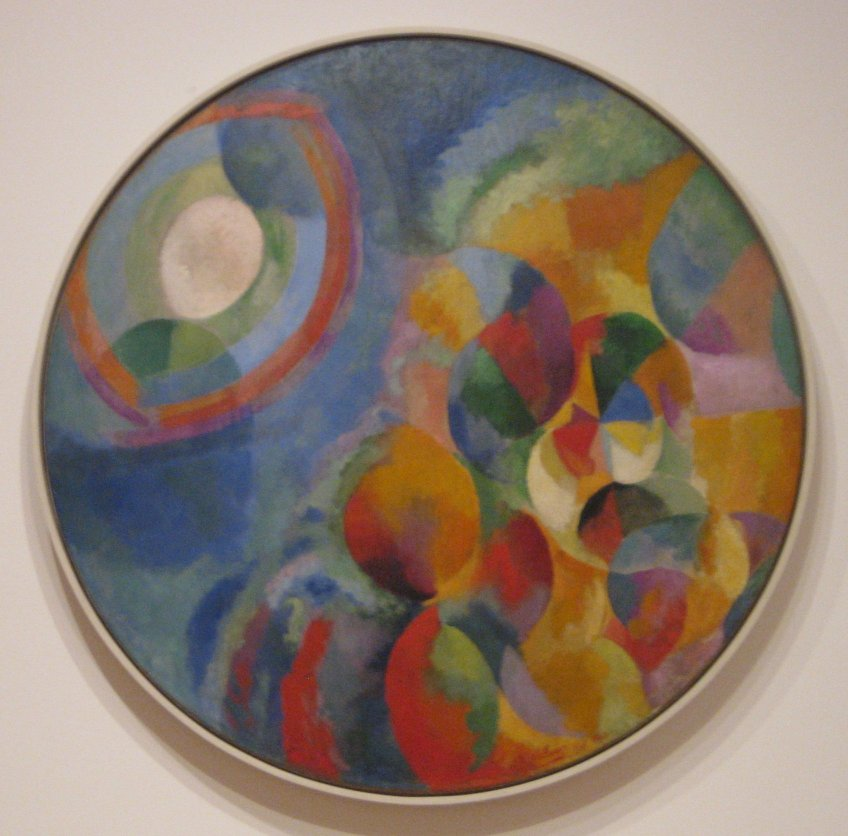
Robert Delaunay: Soleil Lune Simultané 1, Ausstellungskatalog Nr. 86

Hans Richter war bei der Eröffnung dabei: „Das war es also! Die Fauves! Picasso, Braque, die Futuristen. Marinetti las sein Futuristisches Manifest vor!“
So meint Richter sich zu erinnern, nur: Picasso und Braques waren, vermutlich durch geschäftliche Bindungen an Paul Cassirer, bei Walden nicht vertreten. Durch deren Bindung an Cassirer oder Flechtheim oder auch an den Sonderbund konnten Macke, Marc und Walden, die hierüber eine intensive Korrespondenz führten, außer diesen auch die Brücke-Maler sowie Max Beckmann, Lovis Corinth, André Derain, Max Liebermann, Henri Matisse, Edvard Munch, Waldemar Rösler und Karl Schmidt-Rottluff nicht gewinnen, die sie zumindest in Erwägung gezogen hatten.
Im Ersten Deutschen Herbstsalon kamen Ausstellungsstücke einer internationalen Avantgarde, Künstler aus Amerika, Deutschland, Holland, Österreich, Frankreich, Italien, Russland und der Schweiz zusammen. Walden wollte einen Überblick über die Künste auf der ganzen Welt bieten. Darunter hatten die italienischen Futuristen einen konzentrierten Auftritt mit insgesamt vierzehn Werken von Giacomo Balla, Umberto Boccioni, Carlo Carrà, Luigi Russolo, Gino Severini und Ardengo Soffici. Fernand Léger hatte fünfzehn Werke. Von den mit dem Blauen Reiter verbundenen Künstlern war Paul Klee mit 22 Aquarellen und Zeichnungen vertreten, Wassily Kandinsky mit sieben Bildern, Marianne von Werefkin mit drei, Alexej von Jawlensky mit vier, Alfred Kubin mit 19, Gabriele Münter mit sechs Werken. Robert Delaunay und seine Frau Sonja hatten im Sommer 1913 in Louveciennes eine Serie von Ölbildern des Sonnen- und des Mondlichtes gemalt, welche hier einen Großteil seiner 21 Werke ausmachte, mit denen der Orphismus auch Macke und Marc beeinflusste, während Sonja neben diesen Bildern unter ihren 26 Objekten auch Buchumschläge, Lampen und Tücher hatte. Marc konnte Lyonel Feininger aus dem selbstgewählten „Unbekanntsein“ locken, Kubin hatte den Kontakt vermittelt.
Adolf Behne machte für die Besucher die erste Ausstellungsführung.

## Henri Rousseau Gedächtnisausstellung

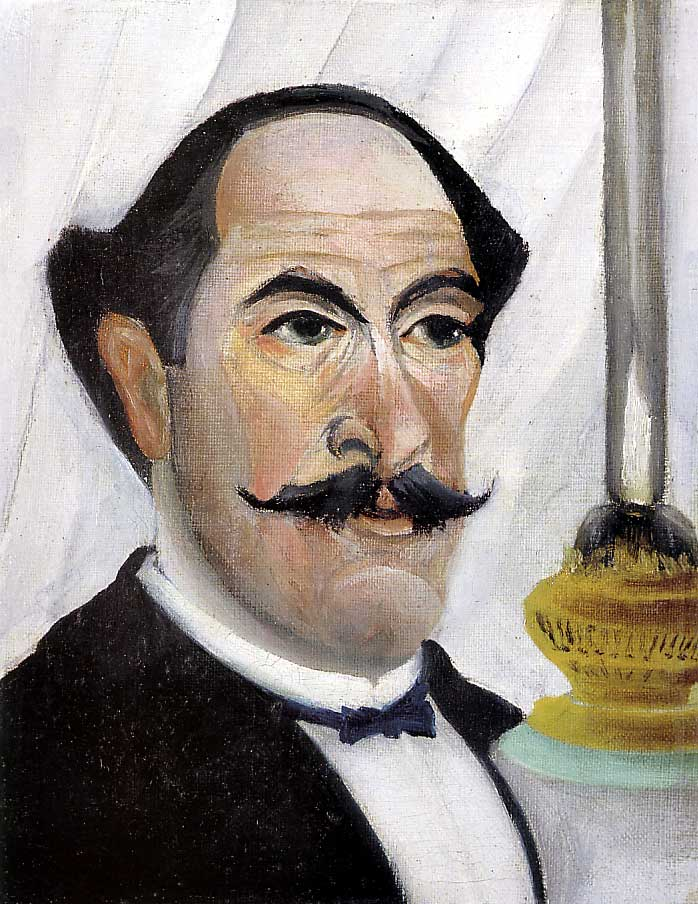
Henri Rousseau: Selbstporträt, 1903, aus dem Besitz von Delaunay, Ausstellungskatalog Nr. 3

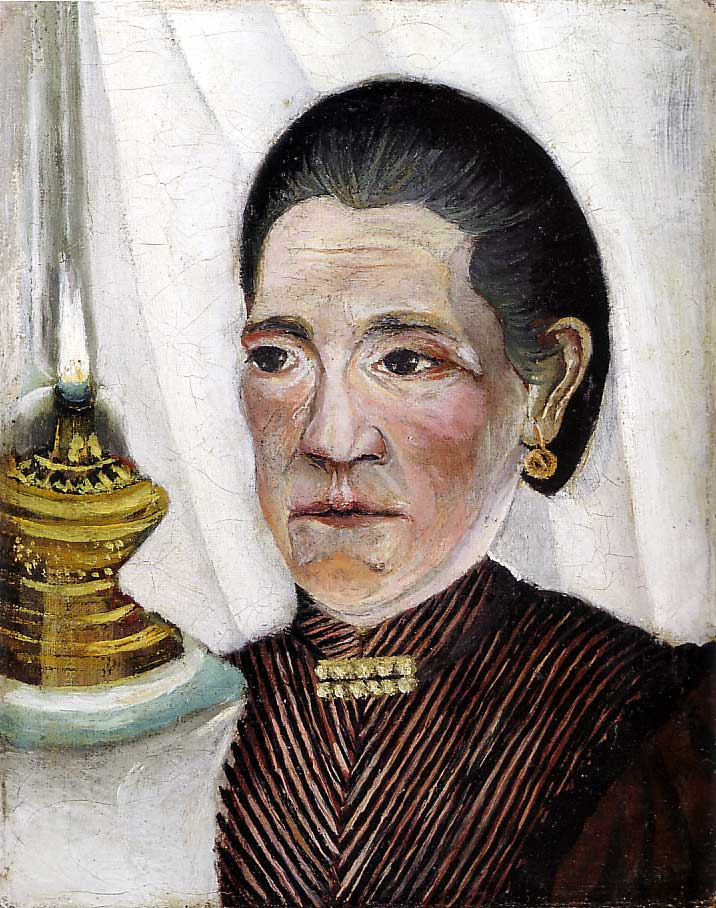
Henri Rousseau: Die Frau des Malers, 1903, aus dem Besitz von Delaunay, Ausstellungskatalog Nr. 21

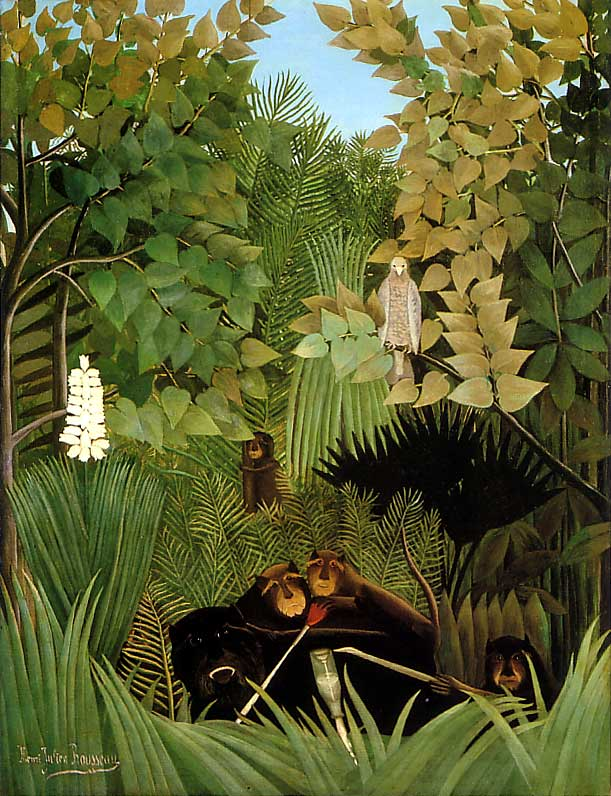
Henri Rousseau: Joyeux farceurs, 1906, aus dem Besitz von Delaunay, Ausstellungskatalog Nr. 1

Eine Sonderstellung in der Ausstellung hatte die mit 21 Werken und einer Federzeichnung – nur die Zeichnung war verkäuflich – bestückte Gedächtnisausstellung für Henri Rousseau, zur Erinnerung an den 1910 gestorbenen Maler. Diese Bilder kamen überwiegend von Wilhelm Uhde und aus der Sammlung von Robert Delaunay, der so etwas wie der Nachlassverwalter für Rousseau war. Von Delaunay kamen zwölf Werke, darunter die beiden Porträts. Für Paul Westheim in der Frankfurter Zeitung war dieses der Teil der Ausstellung, „der ohne Fußnoten genossen werden konnte“.

## Polemik
Als der Erste Deutsche Herbstsalon im September 1913 seine Pforten öffnete, hagelte es bösartige Kritiken. In der Presse war davon die Rede, dass hier „die talentlosen in Reih und Glied aufgestellt“ seien. Robert Breuer bezeichnete im Vorwärts die Künstler als „Hottentotten im Oberhemd, eine Horde farbenspritzender Brüllaffen“. Herwarth Walden musste es sich gefallen lassen, als „unfähiger Akademiker, anmaßender Theoretiker, bunthäutiger Tölpel und Bastardtalent“ bezeichnet zu werden. „In dem neuen futuristisch-kubistisch-psychopathisch-neopathologischen Berliner Herbstsalon“ gab es für den Kritiker Emanuel des Simplicissimus nicht nur „ein Futuristenportrait, dessen Hauptreiz in einem aufgeklebten Schnurrbart auf aufgeklebten Haaren besteht“, „der von futuristischen Pinseln herrührt“. Dies war das Porträt Gino Severinis von Marinetti. Sondern auch die „Exkremente einer wahnsinnigen Kuh“ von Signor l'Asino, denen mit den Mitteln der Exkrementalpsychologie zu begegnen sei. Auch der von Ludwig Justi als „Kunstpapst“ apostrophierte Karl Scheffler wandte sich gegen Severinis Haarcollagen. Walden konterte mit spitzen Bemerkungen in seiner „Vorrede“ zum Ausstellungskatalog und mit einem Lexikon der deutschen Kunstkritik. Zusammengestellt aus Zeitungs-Berichten über den Herbstsalon, das er als Flugblatt unter die Leute brachte: Diese zitierte er von „Anödung des Publikums“ über „Neger im Frack“ und „Malbotokuden“ bis hin zu „Gemäldegalerie eines Irrenhauses“, und es endete mit „und so weiter“.

## Ausstellungskatalog
Im Ausstellungskatalog waren insgesamt 90 Künstler, Maler, Bildhauer und Architekten, mit 366 Bildern, Entwürfen und Skulpturen genannt. Der Katalog enthielt 50 Reproduktionen von ausgestellten Werken, allerdings

„gibt [der Katalog] gar kein Bild und ist in vielem schwach; eine Reihe von Bildern, die drin reproduziert worden sind, wurden von uns gar nicht gehängt. Walden hat ihn im voraus zusammengestellt nach den eingesandten Photos; die Ausstellung selbst ist im Grunde etwas ganz anderes gewesen. Überhaupt diese langweiligen Photographien!“

### Mit Abbildungen im Katalog vertretene Künstler

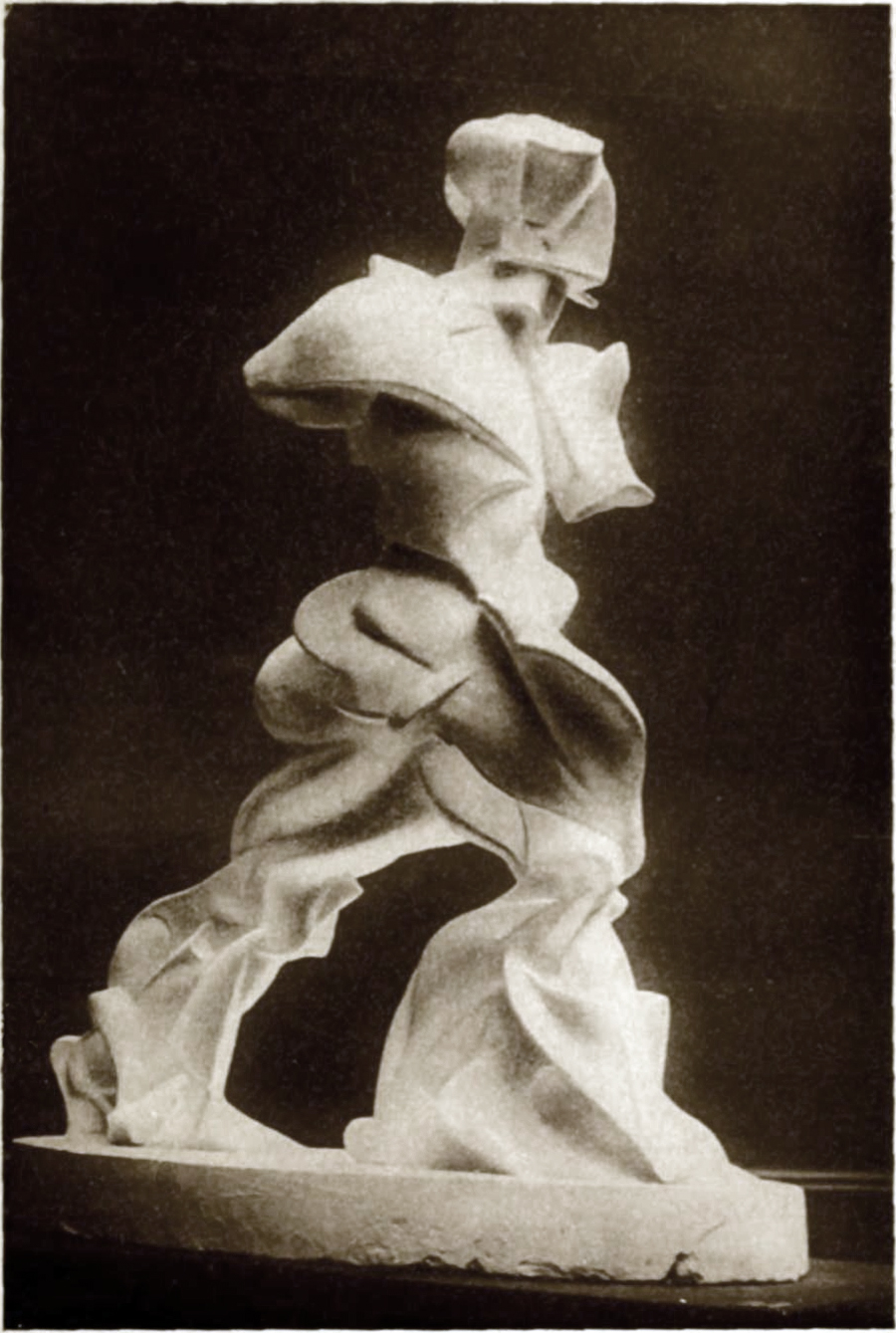
Im Katalog: Umberto Boccioni, Spiralförmige Ausdehnung von Muskeln in Bewegung.

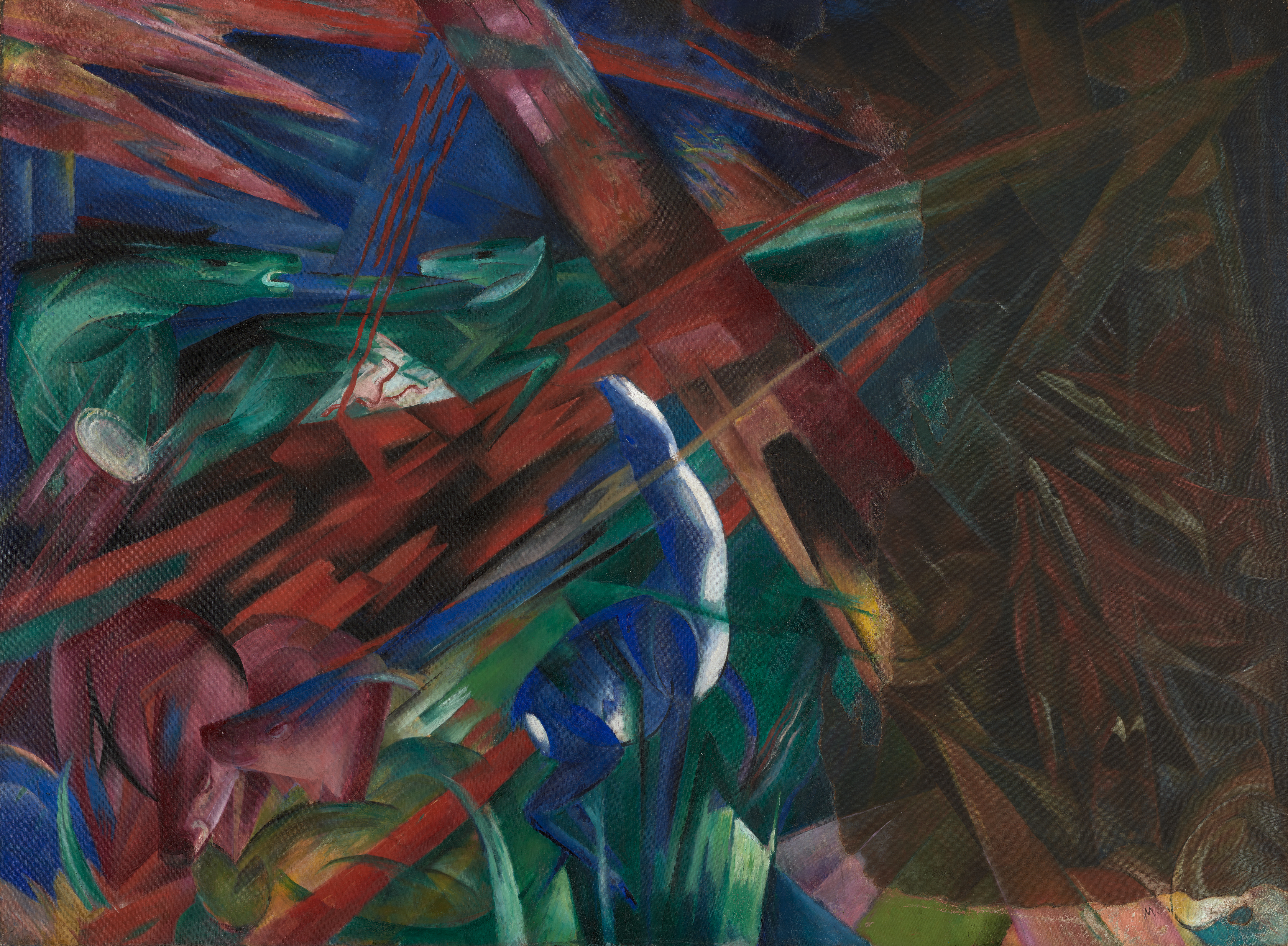
Im Katalog in schwarz-weißer Reproduktion abgebildet: Franz Marc: Tierschicksale, 1913, Ausstellungskatalog Nr. 271

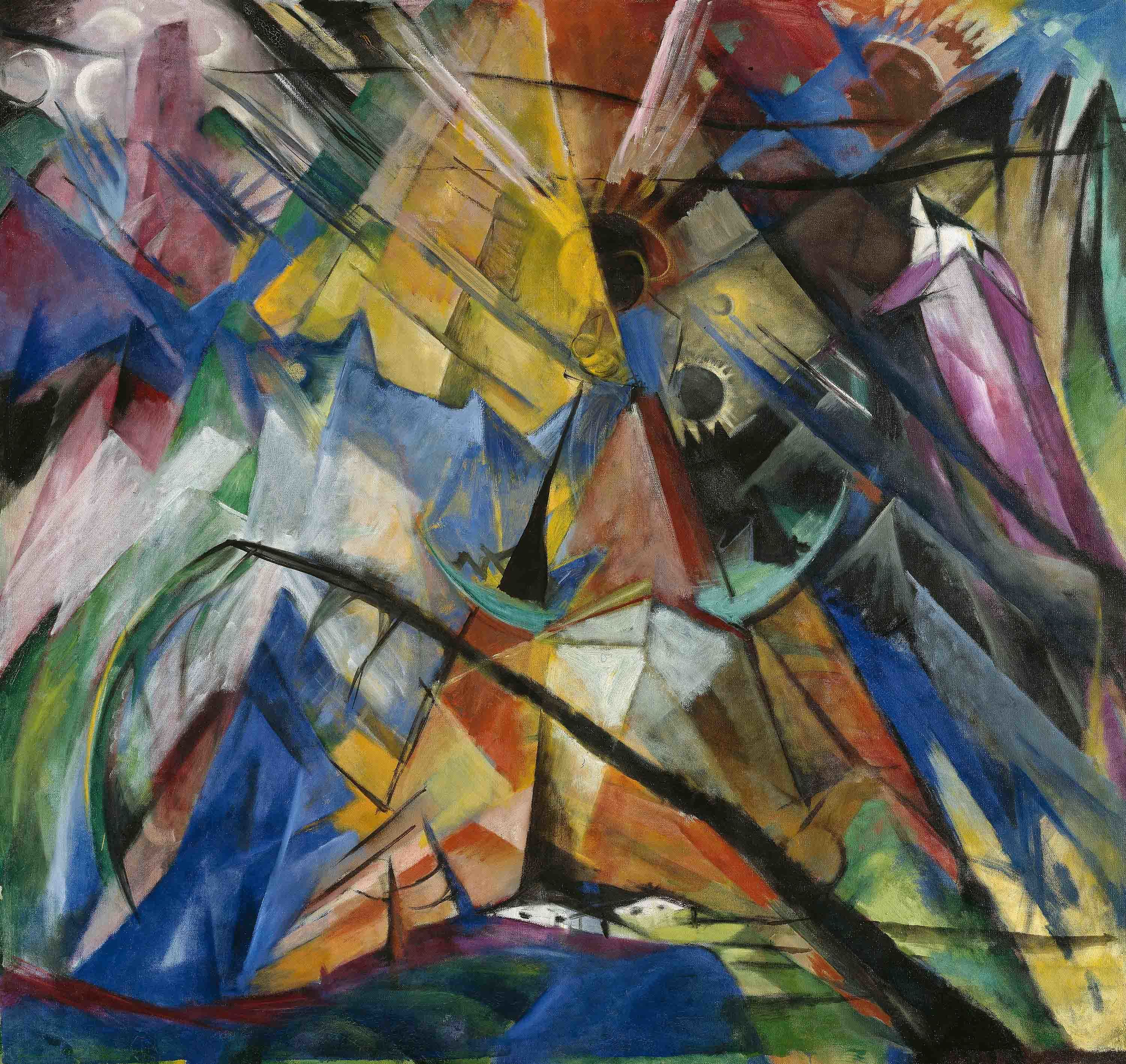
Franz Marc: Tirol, Ausstellungskatalog Nr. 274 (nach der Ausstellung überarbeitet)

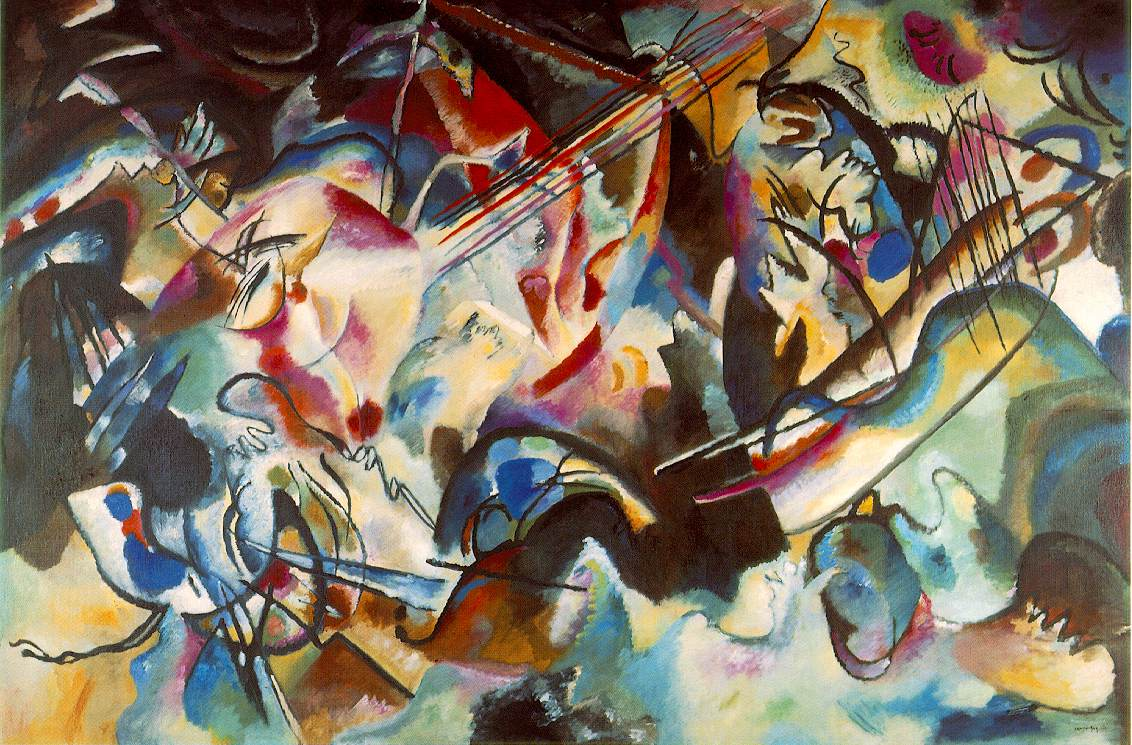
Im Katalog in schwarz-weißer Reproduktion abgebildet: Wassily Kandinsky, Komposition 6, 1913, Ausstellungskatalog Nr. 181

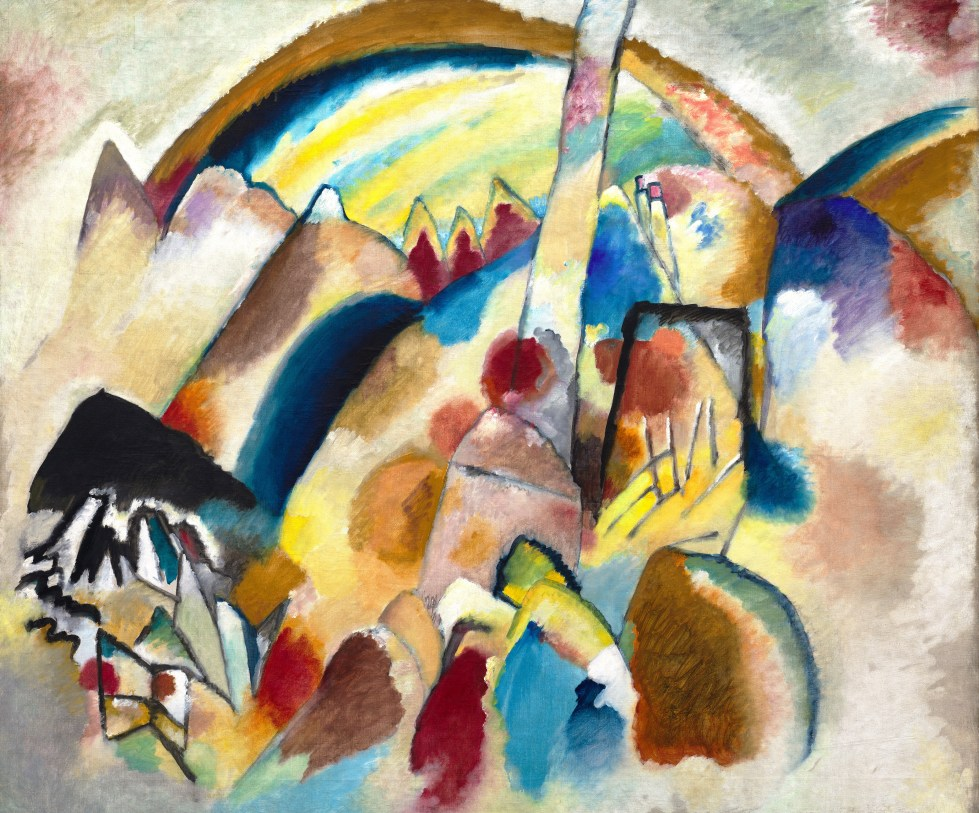
Wassily Kandinsky: Landschaft mit roten Flecken, 1913, Ausstellungskatalog Nr. 184

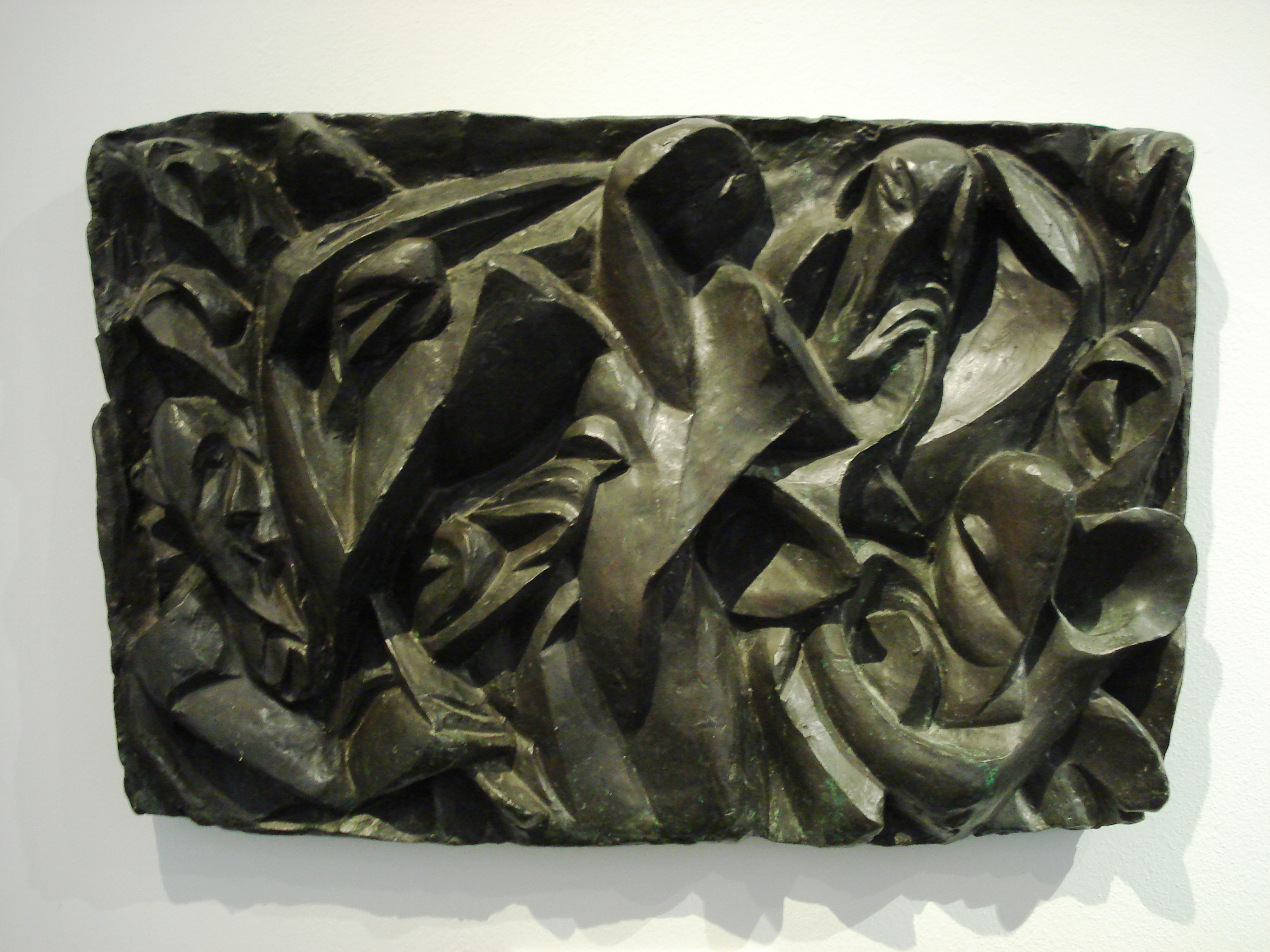
Otto Gutfreund: Das Konzert, Gipsrelief, 1912–1913, Ausstellungskatalog Nr. 152

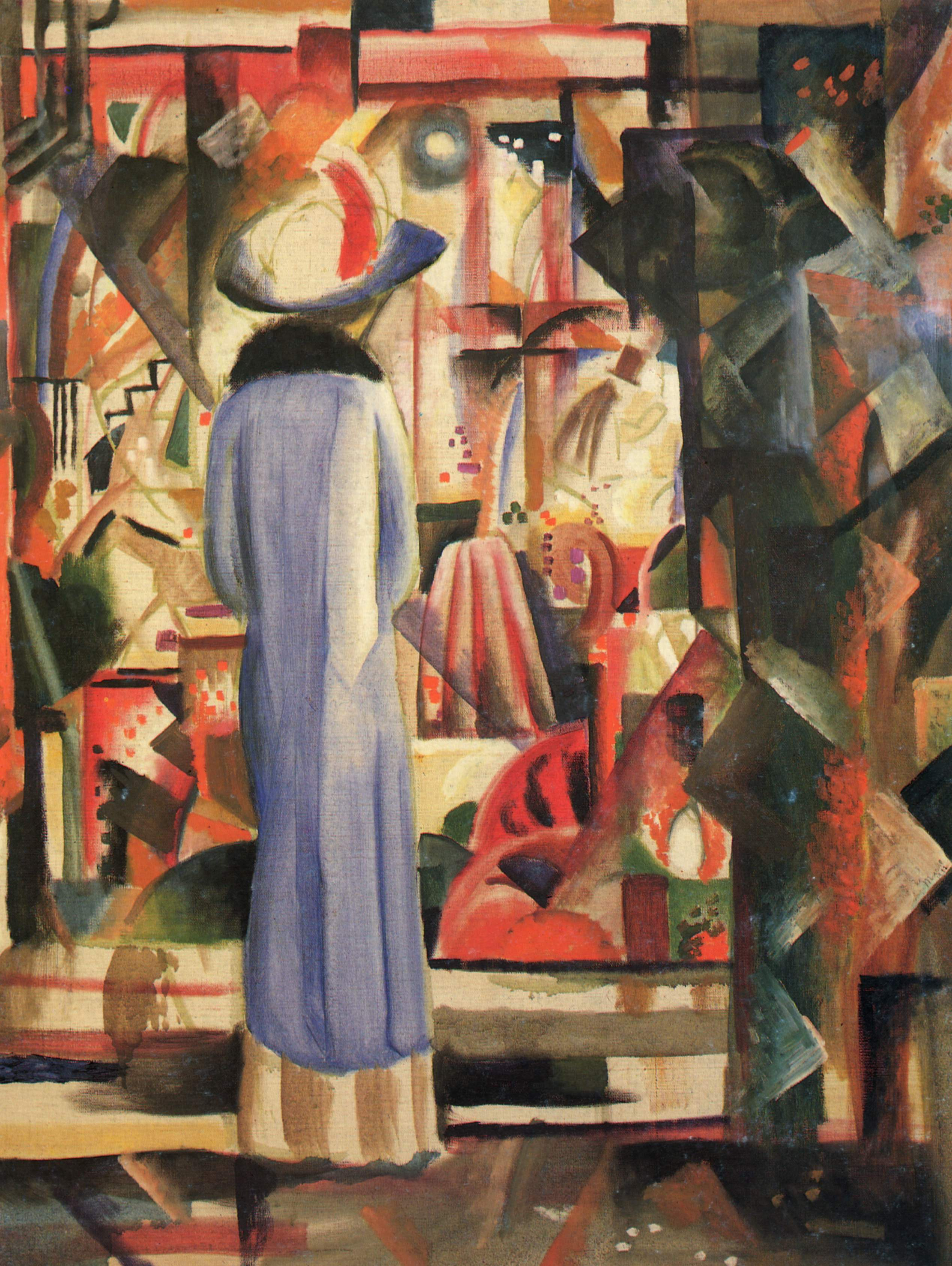
August Macke: Großes helles Schaufenster, 1912, Ausstellungskatalog Nr. 265

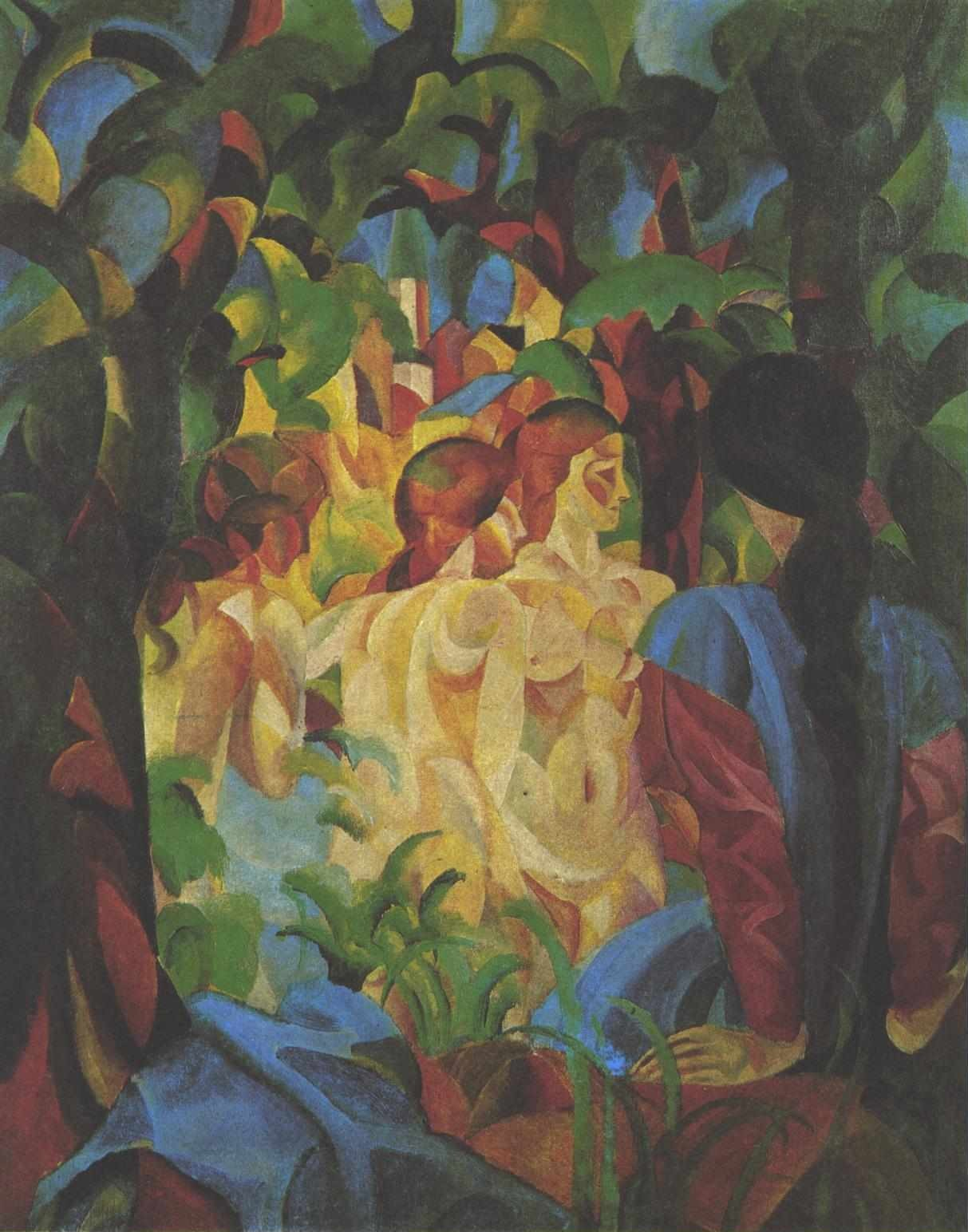
August Macke: Badende Mädchen, 1913, Ausstellungskatalog Nr. 262

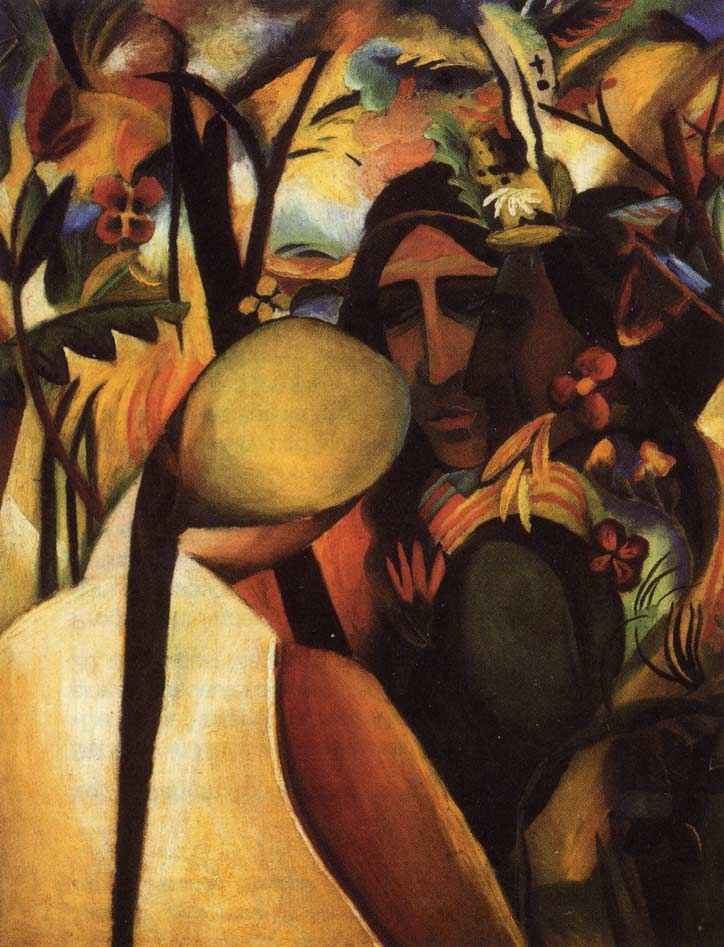
Unverkäuflich in der Ausstellung: August Macke: Indianer, 1911, Ausstellungskatalog Nr. 267

- Hans Arp
- Giacomo Balla
- Willi Baumeister
- Vincenc Beneš
- Albert Bloch
- Umberto Boccioni
- Hanns Bolz
- Patrick Henry Bruce
- Heinrich Campendonk
- Carlo D. Carra
- Marc Chagall
- Robert Delaunay
- Elisabeth Iwanowna Epstein
- Max Ernst
- Lyonel Feininger
- Emil Filla
- Ugo Giannattasio
- Natalie Gontscharoff
- Otto Gutfreund
- Walter Helbig
- Hermann Huber
- Alexej von Jawlensky
- Wassily Kandinsky
- Paul Klee
- Alfred Kubin
- Nikolai Kulbin
- Reinhold Kündig
- Michael Larionoff
- Fernand Léger
- August Macke
- Franz Marc
- Carl Mense
- Gabriele Münter
- Francis Picabia
- Albert A. Plasschaert
- A. Prochazka
- Adriana van Rees-Dutilh
- Otto van Rees
- Luigi Russolo
- Ludwig Schelfhout
- Paul Adolf Seehaus
- Richard Seewald
- Gino Severini
- Jan Sluyters
- Ardengo Soffici
- Amadeo de Souza-Cardoso
- Stanislas Stückgold
- Hans Thuar
- Marianne von Werefkin

### Weitere laut Katalog ausgestellte Künstler
- Egon Adler
- Alexander Archipenko
- Fritz Baumann
- Wladimir Bechtejew
- David Burljuk
- Wladimir Burljuk
- Blaise Cendrars
- Gordon M. Mac Couch
- Sonia Delaunay-Terk
- Heinrich Ehmsen
- Léo Gestel
- Albert Gleizes
- Gocar
- Marsden Hartley
- Jacoba van Heemskerck
- Franz Henseler
- George Jacouloff
- Pavel Janák
- Oskar Kokoschka
- Josef Kölschbach
- Adrian Johan Korteweg
- Otakar Kubín
- Alfred Loeb
- Helmuth Macke
- Louis Marcoussis
- Corrado-Alberto Mazzei
- Jean Metzinger
- Alexander Mogilewsky
- Louis Moilliet
- Piet Mondrian
- Ernst Sonderegger
- Jakob Steinhardt
- Curt Stoermer
- Charles de Tholey
- Erich Wichmann
- Ortiz de Zarate

- Sowie unverkäufliche russische, indische, türkische, japanische und chinesische Malereien aus dem Besitz von Marc und Kandinsky

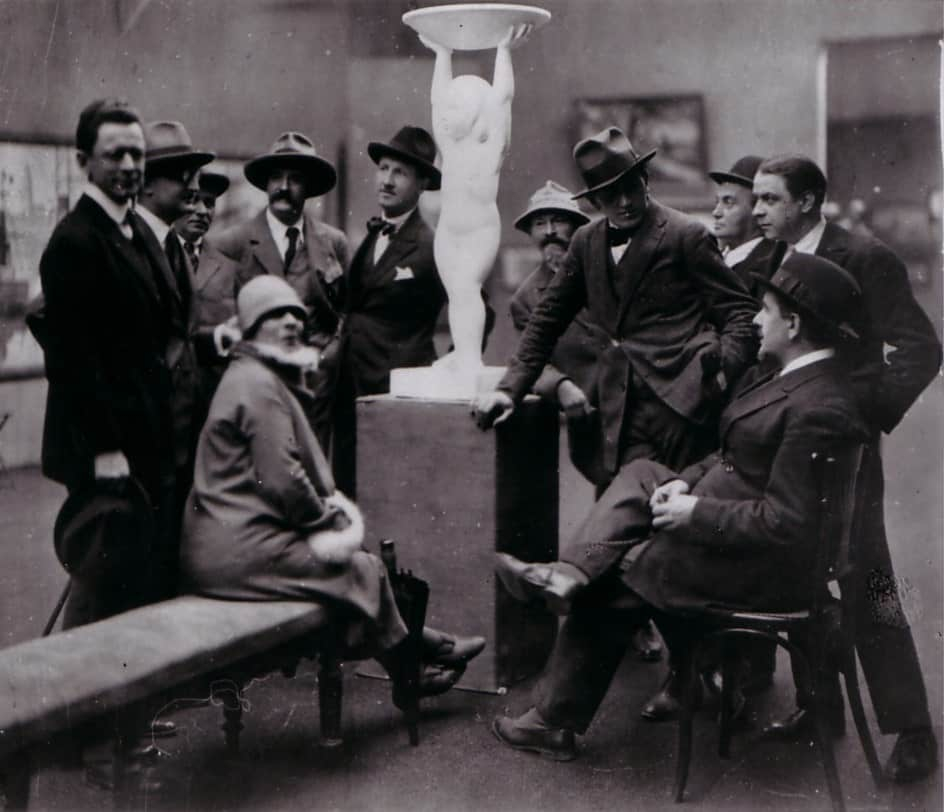
Pariser Vorbild: Salon d’Automne, Foto aus dem Jahr 1905